# Касымпаша (квартал)

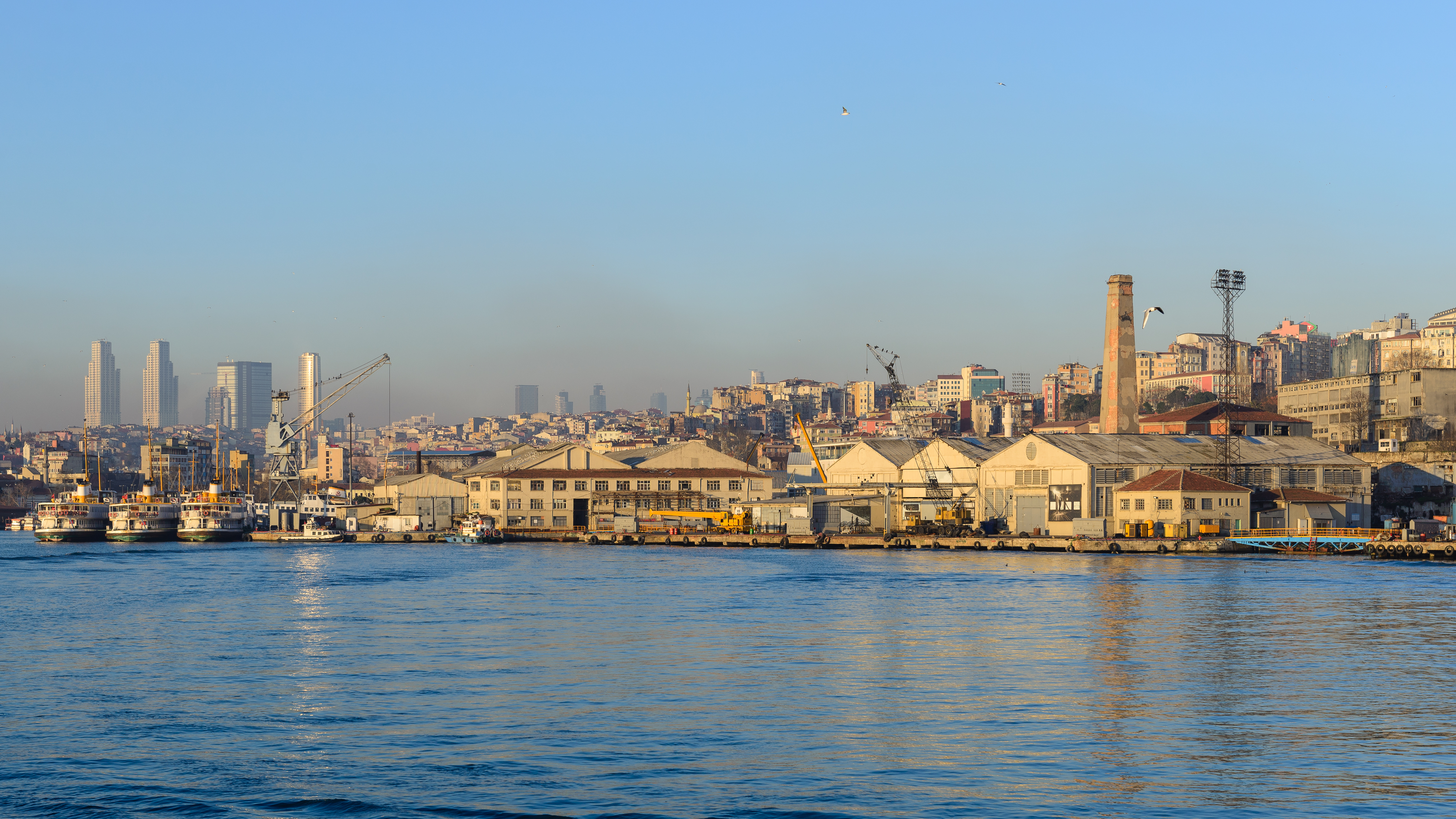
Вид на Касымпашу со стороны Золотого Рога

Касымпаша (тур. Kasımpaşa) — квартал в составе района Бейоглу города Стамбула (Турция). Представляет собой низменную территорию к северу от залива Золотой Рог в европейской части города. Касымпаша соседствует с кварталами Долапдере и Куртулуш.

## История
Касымпаша — один из старейших жилых кварталов Стамбула с сильными морскими традициями. Корабли султана Мехмеда II вошли в залив Золотой Рог со стороны Касымпаши. После падения Константинополя в 1453 году квартал расцвел. В XVI веке в основном именно здесь располагались доки Османской империи, в которых стояло 120 кораблей. С упадком империи и верфь «Халич» приходила в упадок. К XIX веку Османский флот представлял собой неэффективную с военной точки зрения силу, и большая часть Касымпаши была уничтожена при пожаре. В настоящее время старый арсенал служит ремонтным доком, обслуживающим грузовые суда, паромы и небольшие корабли.
Турецкая военно-морская высшая школа была основана в 1773 году для обучения геометрии и навигации капитанов военных и гражданских судов, чьи галеоны стояли на якоре в гавани Касымпаши. Турецкая военно-морская академия располагалась в Касымпаше с 1838 по 1850 год. После Муданийского перемирия здание, в котором ранее размещалось османское министерство военно-морского флота (Bahriye Nazırlığı), стало штаб-квартирой стамбульского командования ВМС 14 ноября 1922 года.
Во время погромов 1955 года греческие жилища в Касымпаше подвергались нападениям и разграблениям.

## Культурная и современная жизнь
В первые годы Республики территория вокруг Золотого Рога теряла свою прежнюю популярность. В XXI веке стамбульские муниципальные власти инвестировали в строительство в квартале стадиона, спорткомплекса, бассейна, библиотеки и социальной базы отдыха на берегу Золотого Рога с фитнес-центрами и медицинскими учреждениями, доступными для широкого круга людей. 
Над пляжем лежит Ок-Мейдани (тур. Okmeydanı— «стрелковое поле»), где султаны тренировались в стрельбе из лука. Несколько мраморных колонн напоминают об успешных стрельбах различных султанов. На площади в Касымпаше также расположен намазгох — открытое место для вознесения молитв.
Квартал дал название одноимённому футбольному клубу «Касымпаша», играющему в турецкой Суперлиге. Свои домашние матчи он играет на многофункциональном стадионе «Реджеп Тайип Эрдоган», вмещающем 13 500 зрителей и названном в честь турецкого премьер-министра Реджепа Тайипа Эрдогана, родившегося в Касымпаше и учившегося здесь в начальной школе.
Одноимённый причал городского водного транспорта.

## Галерея

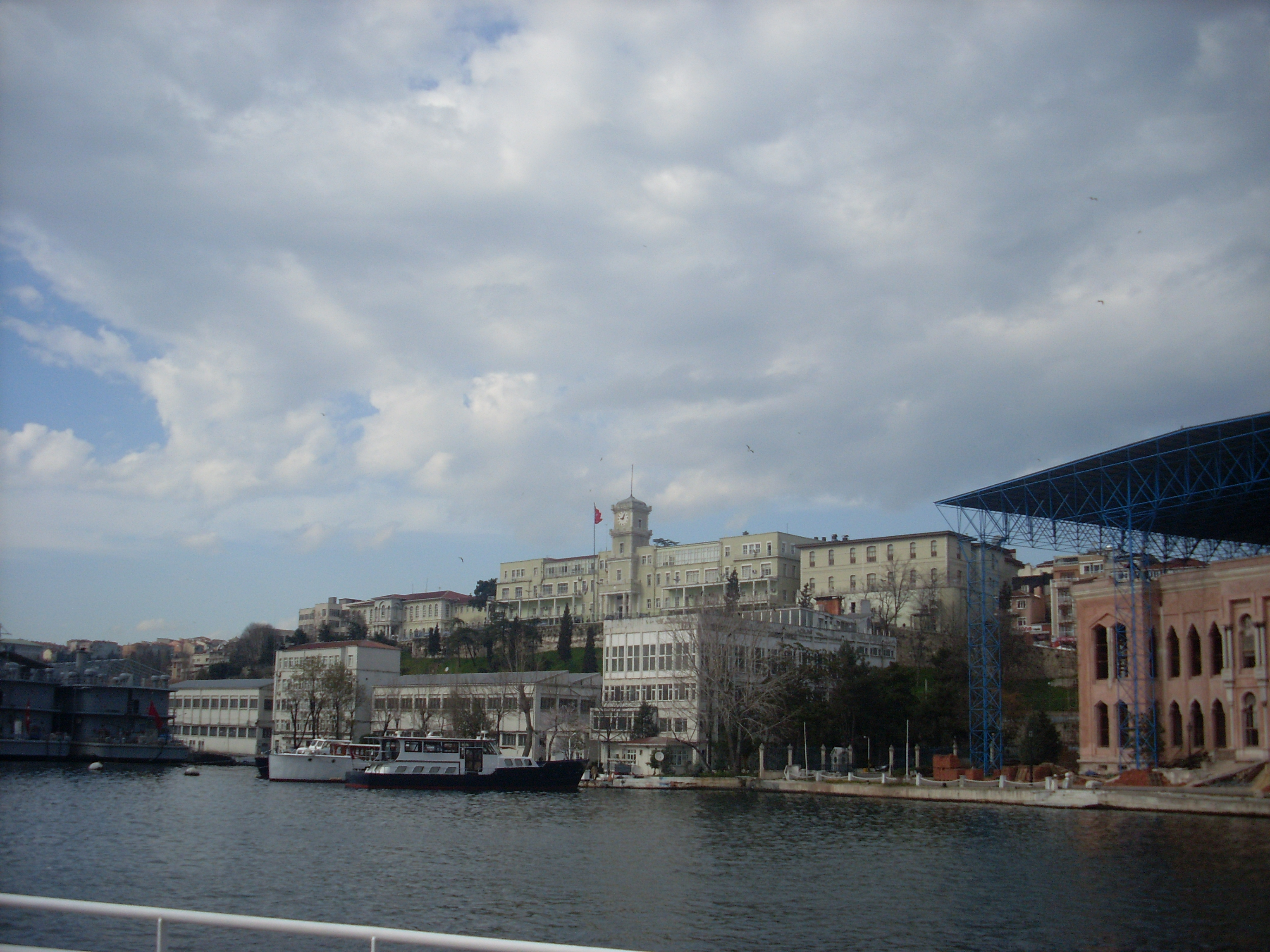
Квартал Касымпаша района Бейоглу в Стамбуле, расположенный вдоль северного берега Золотого Рога, со зданиями Османского министерства военно-морского флота (справа) и Военно-морского госпиталя (в центре), которые в настоящее время используются ВМС Турции
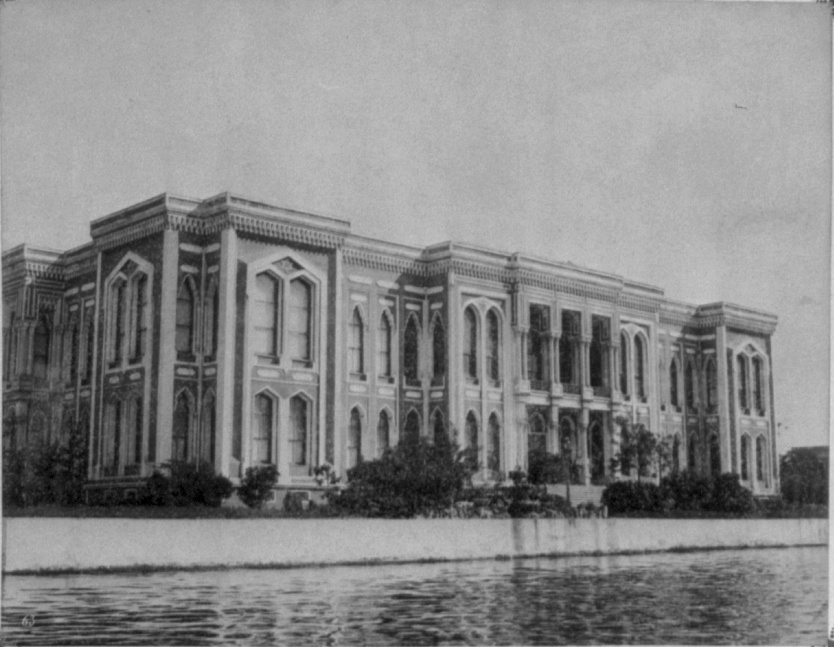
Османское министерство военно-морского флота (Bahriye Nezareti) в квартале Касымпаша, в настоящее время — штаб-квартира командования Северного морского района (Kuzey Deniz Saha Komutanlığı) ВМС Турции
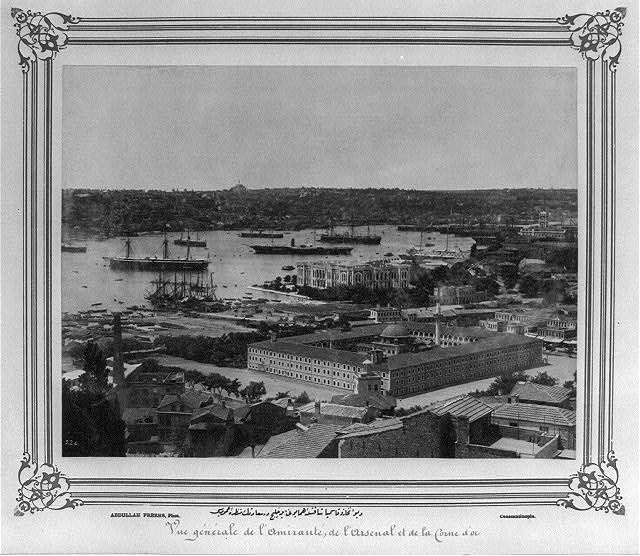
Касымпаша в конце XIX века